# Jason Young
Jason Edwin Young (Dallas, 27 maggio 1981) è un discobolo statunitense, con un primato personale di 69,90 m.

## Palmarès
| Anno | Manifestazione      | Sede        | Evento           | Risultato | Prestazione | Note |
| ---- | ------------------- | ----------- | ---------------- | --------- | ----------- | ---- |
| 2011 | Mondiali            | Taegu       | Lancio del disco | 10º       | 63,20 m     |      |
| 2011 | Giochi panamericani | Guadalajara | Lancio del disco | 5º        | 60,91 m     |      |
| 2012 | Giochi olimpici     | Londra      | Lancio del disco | 18º (q)   | 62,18 m     |      |